# 9-es busz (Tata)
A tatai 9-es jelzésű autóbusz az Újhegy, Buszforduló és a Fellner Jakab utca között közlekedik. Tanév közben hétköznapokon 1 járat Agostyán, Buszfordulótól  indul, nem érintve Újhegy, Buszfordulót. A járat a nyári tanszünetben módosított menetrenddel közlekedik. A viszonylatot a MÁV Személyszállítási Zrt. üzemelteti.

## Története
A viszonylatot a Volánbusz hozta létre 2023. március 4-én.

## Útvonala
Nyári tanszünetben nem indul Agyostyán, Fordulótól
| Fellner Jakab utca felé | Fellner Jakab utca felé                                                            | Újhegy, Buszforduló felé |
| Agostyán, Forduló felől | Újhegy, Buszforduló felől                                                          | Újhegy, Buszforduló felé |
| --- | ---------------------------------------------------------------------------------- | --- |
| Agostyán, Forduló – Kossuth Lajos utca – Agostyáni út – 1128 – Agostyáni út – Feszty Árpád utca – Újhegyi utca – (innentől közös útvonal ↓) | Újhegy, Buszforduló – Benczúr Gyula út – Újhegyi utca – (innentől közös útvonal ↓) | Fellner Jakab utca – Fellner Jakab utca – Kocsi utca – Kossuth tér – Komáromi utca – Május 1. út – Somogyi Béla utca – Bacsó Béla utca – Gesztenye fasor – Vasútállomás – Gesztenye fasor – Bacsó Béla utca – Honvéd utca – – 11 136 – Szomódi út – Güntner Kft. – Szomódi út – Tavasz utca – Juharfa utca – Szőgyéni utca – Újhegyi utca – Benczúr Gyula út – Újhegy, Buszforduló |
| – Tavasz utca – Güntner Kft. – Tavasz utca – Szomódi út – 11 136 – – Honvéd utca – Bacsó Béla utca – Gesztenye fasor – Vasútállomás – Gesztenye fasor – Bacsó Béla utca – Almási utca – Május 1. út – Komáromi utca – Kossuth tér – Kocsi utca – Fellner Jakab utca – Fellner Jakab utca |                                                                                    | Fellner Jakab utca – Fellner Jakab utca – Kocsi utca – Kossuth tér – Komáromi utca – Május 1. út – Somogyi Béla utca – Bacsó Béla utca – Gesztenye fasor – Vasútállomás – Gesztenye fasor – Bacsó Béla utca – Honvéd utca – – 11 136 – Szomódi út – Güntner Kft. – Szomódi út – Tavasz utca – Juharfa utca – Szőgyéni utca – Újhegyi utca – Benczúr Gyula út – Újhegy, Buszforduló |

## Megállóhelyei
Nyári tanszünetben nem indul Agostyán, Fordulótól
Az átszállási kapcsolatoknál a 2025 június 21-étől augusztus 31-ig érvényes nyári menetrend szerint vannak feltüntetve.
| 9 ((Agostyán, Forduló –) Újhegy, Buszforduló – Fellner Jakab utca) | 9 ((Agostyán, Forduló –) Újhegy, Buszforduló – Fellner Jakab utca) | 9 ((Agostyán, Forduló –) Újhegy, Buszforduló – Fellner Jakab utca) | 9 ((Agostyán, Forduló –) Újhegy, Buszforduló – Fellner Jakab utca) | 9 ((Agostyán, Forduló –) Újhegy, Buszforduló – Fellner Jakab utca) | 9 ((Agostyán, Forduló –) Újhegy, Buszforduló – Fellner Jakab utca) | 9 ((Agostyán, Forduló –) Újhegy, Buszforduló – Fellner Jakab utca) | 9 ((Agostyán, Forduló –) Újhegy, Buszforduló – Fellner Jakab utca) | 9 ((Agostyán, Forduló –) Újhegy, Buszforduló – Fellner Jakab utca) | 9 ((Agostyán, Forduló –) Újhegy, Buszforduló – Fellner Jakab utca) | 9 ((Agostyán, Forduló –) Újhegy, Buszforduló – Fellner Jakab utca) | 9 ((Agostyán, Forduló –) Újhegy, Buszforduló – Fellner Jakab utca) | 9 ((Agostyán, Forduló –) Újhegy, Buszforduló – Fellner Jakab utca) |
| Perc (↓)                                                           | Perc (↓)                                                           | Perc (↓)                                                           | Perc (↓)                                                           | Perc (↓)                                                           | Perc (↓)                                                           | Perc (↓)                                                           | Megállóhely                                                        | Perc (↑)                                                           | Perc (↑)                                                           | Perc (↑)                                                           | Perc (↑)                                                           | Átszállási kapcsolatok |
| A                                                                  | Ú1                                                                 | Ú2                                                                 | Ú3                                                                 | Ú4                                                                 | V1                                                                 | V2                                                                 | Megállóhely                                                        | F1                                                                 | F2                                                                 | F3                                                                 | F4                                                                 | Átszállási kapcsolatok |
| ------------------------------------------------------------------ | ------------------------------------------------------------------ | ------------------------------------------------------------------ | ------------------------------------------------------------------ | ------------------------------------------------------------------ | ------------------------------------------------------------------ | ------------------------------------------------------------------ | ------------------------------------------------------------------ | ------------------------------------------------------------------ | ------------------------------------------------------------------ | ------------------------------------------------------------------ | ------------------------------------------------------------------ | --- |
| 0                                                                  | ∫                                                                  | ∫                                                                  | ∫                                                                  | ∫                                                                  | ∫                                                                  | ∫                                                                  | Agostyán, Forduló Induló állomás                                   | ∫                                                                  | ∫                                                                  | ∫                                                                  | ∫                                                                  | 7, 7A |
| 1                                                                  | ∫                                                                  | ∫                                                                  | ∫                                                                  | ∫                                                                  | ∫                                                                  | ∫                                                                  | Agostyán, Könyvtár                                                 | ∫                                                                  | ∫                                                                  | ∫                                                                  | ∫                                                                  | 7, 7A 8406 |
| 3                                                                  | ∫                                                                  | ∫                                                                  | ∫                                                                  | ∫                                                                  | ∫                                                                  | ∫                                                                  | Római-tó                                                           | ∫                                                                  | ∫                                                                  | ∫                                                                  | ∫                                                                  | 7, 7A 8406 |
| 4                                                                  | ∫                                                                  | ∫                                                                  | ∫                                                                  | ∫                                                                  | ∫                                                                  | ∫                                                                  | Barcsay Jenő utca                                                  | ∫                                                                  | ∫                                                                  | ∫                                                                  | ∫                                                                  | 7, 7A 8406 |
| 5                                                                  | ∫                                                                  | ∫                                                                  | ∫                                                                  | ∫                                                                  | ∫                                                                  | ∫                                                                  | Hollósi Sándor utca                                                | ∫                                                                  | ∫                                                                  | ∫                                                                  | ∫                                                                  | 7, 7A 8406 |
| ∫                                                                  | 0                                                                  | 0                                                                  | 0                                                                  | 0                                                                  | 0                                                                  | 0                                                                  | Újhegy, Buszforduló Végállomás                                     | 20                                                                 | 21                                                                 | 23                                                                 | 24                                                                 | 8, 9M |
| ∫                                                                  | ∫                                                                  | ∫                                                                  | ∫                                                                  | ∫                                                                  | ∫                                                                  | ∫                                                                  | Újhegyi út                                                         | 18                                                                 | 19                                                                 | 21                                                                 | 22                                                                 | 8, 9M |
| 7                                                                  | 2                                                                  | 2                                                                  | 2                                                                  | 3                                                                  | 1                                                                  | 1                                                                  | Tavasz utca                                                        | ∫                                                                  | ∫                                                                  | ∫                                                                  | ∫                                                                  | 8, 9M |
| ∫                                                                  | ∫                                                                  | ∫                                                                  | ∫                                                                  | ∫                                                                  | ∫                                                                  | ∫                                                                  | Mindszenty József tér                                              | 17                                                                 | 18                                                                 | 20                                                                 | 21                                                                 | 8, 9M |
| 8                                                                  | 4                                                                  | 4                                                                  | 3                                                                  | 4                                                                  | 2                                                                  | 2                                                                  | Juharfa utca                                                       | ∫                                                                  | ∫                                                                  | ∫                                                                  | ∫                                                                  | 8, 9M |
| 10                                                                 | 5                                                                  | 5                                                                  | 5                                                                  | 6                                                                  | 4                                                                  | 4                                                                  | Güntner Kft. (Tavasz utca)                                         | ∫                                                                  | ∫                                                                  | ∫                                                                  | ∫                                                                  | 8, 9M |
| ∫                                                                  | ∫                                                                  | ∫                                                                  | ∫                                                                  | ∫                                                                  | ∫                                                                  | ∫                                                                  | Güntner Kft. (Szomódi út)                                          | 15                                                                 | 16                                                                 | 18                                                                 | 19                                                                 | 9M 8706 |
| 13                                                                 | 7                                                                  | 7                                                                  | 8                                                                  | 9                                                                  | 30                                                                 | 52                                                                 | Laktanya                                                           | 12                                                                 | 14                                                                 | 16                                                                 | 16                                                                 | 9M 804, 814, 8462, 8467, 8479, 8700, 8706 |
| 16                                                                 | 9                                                                  | 9                                                                  | 10                                                                 | 11                                                                 | 33                                                                 | 55                                                                 | Vasútállomás                                                       | 10                                                                 | 12                                                                 | 14                                                                 | 14                                                                 | 1, 1M, 1R, 1T, 2G, 9M 8462, 8706 S10 G10 IC, gyorsvonat, expresszvonat |
| 17                                                                 | 10                                                                 | 10                                                                 | 12                                                                 | 13                                                                 | 34                                                                 | 56                                                                 | Vasútállomás bejárati út                                           | 8                                                                  | 10                                                                 | 12                                                                 | 12                                                                 | 1, 1M, 1R, 1T, 9M 804, 814, 8462, 8467, 8479, 8700, 8706 |
| 18                                                                 | 11                                                                 | 11                                                                 | 14                                                                 | 15                                                                 | 35                                                                 | 57                                                                 | Bezerédi utca                                                      | 7                                                                  | 9                                                                  | 11                                                                 | 11                                                                 | 1, 1M, 1R, 1T, 9M 8462, 8706 |
| ∫                                                                  | ∫                                                                  | ∫                                                                  | ∫                                                                  | ∫                                                                  | ∫                                                                  | ∫                                                                  | Somogyi Béla utca                                                  | 6                                                                  | 8                                                                  | 10                                                                 | 10                                                                 | 1, 1M, 1R, 1T, 7, 7A, 8, 9M |
| 19                                                                 | 12                                                                 | 12                                                                 | 15                                                                 | 16                                                                 | 36                                                                 | 58                                                                 | Almási út                                                          | ∫                                                                  | ∫                                                                  | ∫                                                                  | ∫                                                                  | 1, 1M, 1R, 1T, 7, 7A, 8, 9M |
| 20                                                                 | 14                                                                 | 14                                                                 | 17                                                                 | 18                                                                 | 37                                                                 | 59                                                                 | Városközpont                                                       | 5                                                                  | 6                                                                  | 8                                                                  | 9                                                                  | 1, 1M, 1R, 1T, 2G, 5, 5A, 5AF, 5FA, 5T, 7, 7A, 8, 9M 804, 814, 8400, 8406, 8462, 8463, 8465, 8466, 8467, 8472, 8700, 8706, 8716 1824, 1841 |
| 21                                                                 | 15                                                                 | 16                                                                 | 19                                                                 | 20                                                                 | 38                                                                 | 60                                                                 | Autóbusz-állomás (Május 1. út)                                     | 4                                                                  | 5                                                                  | 6                                                                  | 7                                                                  | Helyben: 1, 1M, 1R, 1T, 2G, 5, 5AF, 5FA, 5T, 7, 7A, 8, 9M Autóbusz-állomáson: 3, 5A, 5AF, 5FA 804, 814, 8400, 8402, 8406, 8462, 8463, 8465, 8466, 8467, 8472, 8479, 8574, 8587, 8594, 8700, 8706, 8716, 8726, 8727, 8736, 8740 1824, 1841, 1850 |
| 22                                                                 | 16                                                                 | 18                                                                 | 20                                                                 | 21                                                                 | 39                                                                 | 61                                                                 | Május 1. út                                                        | 3                                                                  | 4                                                                  | 4                                                                  | 5                                                                  | 1, 1M, 1R, 1T, 2G, 5, 5AF, 5FA, 5T, 7, 8, 9M 8465, 8466, 8479, 8726, 8727 |
| 23                                                                 | 18                                                                 | 20                                                                 | 21                                                                 | 22                                                                 | 40                                                                 | 62                                                                 | Kossuth tér                                                        | 2                                                                  | 3                                                                  | 3                                                                  | 4                                                                  | 1, 1M, 1R, 1T, 2G, 5, 5AF, 5FA, 5T, 7, 8, 9M 8402, 8472, 8574, 8587, 8594, 8736, 8740 1850 |
| 24                                                                 | 19                                                                 | 21                                                                 | 22                                                                 | 23                                                                 | 41                                                                 | 63                                                                 | Környei út                                                         | 1                                                                  | 1                                                                  | 1                                                                  | 2                                                                  | 1, 1M, 1R, 1T, 2G, 5, 5AF, 5FA, 5T, 7, 8, 9M 8402, 8472, 8574, 8587, 8594, 8736, 8740 1850 |
| 26                                                                 | 21                                                                 | 23                                                                 | 24                                                                 | 25                                                                 | 43                                                                 | 65                                                                 | Fellner Jakab utca Végállomás                                      | 0                                                                  | 0                                                                  | 0                                                                  | 0                                                                  | 1, 1M, 1R, 1T, 2G, 5, 5AF, 5FA, 5T, 7, 8, 9M |

## Külső hivatkozások
- Vonalhálózati térképek. Volánbusz. (Hozzáférés: 2024. július 28.)
- Vonalhálózati térképek. MÁV-csoport. (Hozzáférés: 2025. április 22.)